# テクスチュア
テクスチュアまたはテクスチャー（英: Musical Texture）は、楽曲の全般的な響きについて漠然と使われる音楽用語である。「『分厚いテクスチュア』『軽いテクスチュア』の楽曲」のような言い回しが可能で、人気のある作品に対して「開かれたテクスチュアのある作品」といった使い方もされる。

## 概要
「Texture」という単語は「物の表面に触れた際の質感、感触、外観」を意味する。物体・物質における結合した粒子の性質、物事の本質的な部分、実体(substance)、散文や詩の要素、芸術作品における表面的な品質、音楽や文学作品において、複数の要素の組み合わせで醸成される品質、合唱や楽曲演奏の際の音色の様式を指す。
そこから転じて、食べ物を噛んだ際の噛み応え、歯応えも意味する。→「The bread has a crumbly texture.」（「このパンは簡単に崩れる」）
語源は「織物」を意味するラテン語「textura」（「weaving」, 「織物」の意）、「text」（『woven』→「『weave』の過去分詞形で、『織って作った』）から。
楽曲についてのテクスチュアは、演奏される声部数や響きの密度、それぞれの声部を演奏する楽器の音色、和声法やリズム法に左右される。
声部間の数や関係を表す際には、以下のような厳密な用語が用いられる
- モノフォニー（基本的なテクスチュア）：グレゴリオ聖歌のように、単独の声部しかないもの。
- ヘテロフォニー：モノフォニーの変種。旋律は一つだけだが、ときおり旋律から遊離して、部分的に偶発的なポリフォニーを生ずるもの。
- ポリフォニー： いくつかの声部からなる楽曲。各々の声部は独立していて、対等な重みを持っているが、互いに関連性がある。「伴奏」という発想はない。
- ホモフォニー： 最上声部が主旋律で、他の声部はそれに従属していて、全声部が（ほとんど）同じリズムで動くこと。
- モノディ：17世紀イタリアの歌曲の様式。主旋律と、通奏低音に基づく和音伴奏とが組み合わされている。

注意すべきは、以上の語だけでは西洋音楽の多くを正確に言い表せるわけではない点にある。「モノディ」は、歴史的な音楽用語である。
「同時性」は、進行よりも完成されたテクスチュアである。現代音楽の典型的なテクスチュアの一つは、ジェルジ・リゲティによって開発されたミクロポリフォニーである。
そのほかのテクスチュアに、ホモリズム、ポリリズム、複主題、オノマトペー、合成テクスチュア、混合テクスチュアがある（下記参考文献34頁）。

## 文献
- Corozine, Vince (2002). Arranging Music for the Real World: Classical and Commercial Aspects. ISBN 0786649615.

## 参考
1. 1 2 3 4 5 6 7  “Texture”.   lexico.com. 2021年2月2日閲覧。
2. 1 2 3 4 5  “Texture”.   merriam-webster.com. 2021年2月2日閲覧。
3. 1 2 3 4  “texture”.   dictionary.cambridge.org. 2021年2月2日閲覧。